# Tenechaco
Tenechaco är en ort i Mexiko.   Den ligger i kommunen Tamiahua och delstaten Veracruz, i den sydöstra delen av landet, 250 km nordost om huvudstaden Mexico City. Tenechaco ligger 145 meter över havet och antalet invånare är 131.
Terrängen runt Tenechaco är platt åt nordost, men åt sydväst är den kuperad. Runt Tenechaco är det ganska glesbefolkat, med 36 invånare per kvadratkilometer. Närmaste större samhälle är Temapache, 19,7 km söder om Tenechaco. Trakten runt Tenechaco består till största delen av jordbruksmark.